# Чемпионат Эстонии по фигурному катанию
Чемпионат Эстонии по фигурному катанию (эст. Eesti Meistrivõistlused) — ежегодное соревнование по фигурному катанию среди эстонских фигуристов, организуемое Эстонским конькобежным союзом.
На этом турнире спортсмены соревнуются в мужском и женском одиночном катании, парном фигурном катании и в спортивных танцах на льду.

## История
Фигурное катание как вид спорта получило развитие в Эстонии в конце XIX века, под влиянием прибалтийских немцев. Официальной датой рождения национального фигурного катания считается 26 февраля 1917 года. В этот день состоялся первый чемпионат Эстонии. После вхождения Эстонии в СССР эстонские фигуристы участвовали в советском чемпионате. Наибольших успехов из них добилась Вайке Падури, выигрывавшая чемпионат СССР в 1945 году в одиночном катании. В 1980-х годах заметную роль в советском фигурном катании играла воспитанница таллинской школы «Динамо» Ольга Воложинская, которая в паре с Александром Свининым становилась неоднократным призёром национальных чемпионатов в танцах на льду, была серебряным призёром чемпионата Европы 1983 года, участвовала в чемпионатах мира, а также представляла СССР на зимних Олимпийских играх 1984 года (7-е место).
Сразу после распада СССР (в 1991 году) Эстония стала отдельным государством и восстановила когда-то существовавший союз конькобежцев (EUL), и он в том же году был принят в состав Международного союза конькобежцев.
Наиболее заметных успехов на международной арене достигла пятикратная чемпионка страны, ученица известной в СССР фигуристки Анны Кондрашовой (Леванди), Елена Глебова, которая заняла 10-е место на чемпионате Европы 2010 года.
Чемпионат Эстонии, в связи с маленьким числом спортсменов в стране, проводится в «открытом» режиме. Неоднократно к участию в нём привлекались спортсмены из балтийских республик и Финляндии, а в 2011 году организаторы привлекли фигуристов из России и Азербайджана.

## Медалисты

### Мужчины
| Медалисты в мужском одиночном катании | Медалисты в мужском одиночном катании | Медалисты в мужском одиночном катании | Медалисты в мужском одиночном катании | Медалисты в мужском одиночном катании |
| ------------------------------------- | ------------------------------------- | ------------------------------------- | ------------------------------------- | ------------------------------------- |
| Год                                   | Место проведения                      | Золото                                | Серебро                               | Бронза                                |
| 1991                                  | Таллин                                | Алексей Козлов                        | Не было других соревнующихся          | Не было других соревнующихся          |
| 1992                                  | Таллин                                | Роман Мартыненко                      | Не было других соревнующихся          | Не было других соревнующихся          |
| 1993                                  | Таллин                                | Роман Мартыненко                      | Не было других соревнующихся          | Не было других соревнующихся          |
| 1994                                  | Таллин                                | Маргус Хернитс                        | Не было других соревнующихся          | Не было других соревнующихся          |
| 1995                                  | Таллин                                | Маргус Хернитс                        | Не было других соревнующихся          | Не было других соревнующихся          |
| 1996                                  | Таллин                                | Маргус Хернитс                        | ???                                   | Алексей Козлов                        |
| 1997                                  | Таллин                                | Маргус Хернитс                        | Роман Мартыненко                      | Алексей Козлов                        |
| 1998                                  | Таллин                                | Маргус Хернитс                        | Алексей Козлов                        | Роман Мартыненко                      |
| 1999                                  | Таллин                                | Маргус Хернитс                        | Роман Мартыненко                      | Алексей Козлов                        |
| 2000                                  | Таллин                                | Маргус Хернитс                        | Алексей Козлов                        | Роман Мартыненко                      |
| 2001                                  | Таллин                                | Алексей Козлов                        | Маргус Хернитс                        | Алексей Сакс                          |
| 2002                                  | Таллин                                | Маргус Хернитс                        | Алексей Козлов                        | Не было других соревнующихся          |
| 2003                                  | Таллин                                | Алексей Козлов                        | Не было других соревнующихся          | Не было других соревнующихся          |
| 2004                                  | Таллин                                | Алексей Козлов                        | Денис Скрябин                         | Александр Кюдмаа                      |
| 2005                                  | Таллин                                | Не было соревнующихся                 | Не было соревнующихся                 | Не было соревнующихся                 |
| 2006                                  | Таллин                                | Не было соревнующихся                 | Не было соревнующихся                 | Не было соревнующихся                 |
| 2007                                  | Таллин                                | Не было соревнующихся                 | Не было соревнующихся                 | Не было соревнующихся                 |
| 2008                                  | Тарту                                 | Виктор Романенков                     | Не было других соревнующихся          | Не было других соревнующихся          |
| 2009                                  | Тарту                                 | Виктор Романенков                     | Не было других соревнующихся          | Не было других соревнующихся          |
| 2010                                  | Таллин                                | Виктор Романенков                     | Не было других соревнующихся          | Не было других соревнующихся          |
| 2011                                  | Нарва                                 | Виктор Романенков                     | Не было других соревнующихся          | Не было других соревнующихся          |
| 2012                                  | Таллин                                | Виктор Романенков                     | Самуэль Коппель                       | Не было других соревнующихся          |
| 2013                                  | Таллин                                | Виктор Романенков                     | Самуэль Коппель                       | Даниэль Альберт Науриц                |
| 2014                                  | Таллин                                | Виктор Романенков                     | Самуэль Коппель                       | Не было других соревнующихся          |
| 2015                                  | Таллин                                | Самуэль Коппель                       | Даниил Зураев                         | Александр Селевко                     |
| 2016                                  | Таллин                                | Даниил Зураев                         | Александр Селевко                     | Егор Зеленяк                          |
| 2017                                  | Таллин                                | Даниил-Альберт Науритис               | Даниил Зураев                         | Самуэль Коппель                       |
| 2018                                  | Таллин                                | Даниил-Альберт Науритис               | Самуэль Коппель                       | Не было других соревнующихся          |
| 2019                                  | Таллин                                | Михаил Селевко                        | Даниил-Альберт Науритис               | Александр Селевко                     |
| 2020                                  | Таллин                                | Александр Селевко                     | Михаил Селевко                        | Даниил-Альберт Науритис               |
| 2021                                  | Таллин                                | Александр Селевко                     | Арлет Леванди                         | Михаил Селевко                        |
| 2022                                  | Таллин                                | Александр Селевко                     | Арлет Леванди                         | Михаил Селевко                        |
| 2023                                  | Таллин                                | Михаил Селевко                        | Александр Селевко                     | Арлет Леванди                         |
| 2024                                  | Таллин                                | Михаил Селевко                        | Александр Селевко                     | Арлет Леванди                         |
| 2025                                  | Таллин                                | Михаил Селевко                        | Александр Селевко                     | Арлет Леванди                         |

### Женщины
| Медалисты в женском одиночном катании | Медалисты в женском одиночном катании | Медалисты в женском одиночном катании | Медалисты в женском одиночном катании | Медалисты в женском одиночном катании |
| ------------------------------------- | ------------------------------------- | ------------------------------------- | ------------------------------------- | ------------------------------------- |
| Год                                   | Место проведения                      | Золото                                | Серебро                               | Бронза                                |
| 1991                                  | Таллин                                | Ольга Васильева                       | Не было других соревнующихся          | Не было других соревнующихся          |
| 1992                                  | Таллин                                | Оксана Хуторная                       | Не было других соревнующихся          | Не было других соревнующихся          |
| 1993                                  | Таллин                                | Ольга Вассильева                      | Не было других соревнующихся          | Не было других соревнующихся          |
| 1994                                  | Таллин                                | Ольга Вассильева                      | Не было других соревнующихся          | Не было других соревнующихся          |
| 1995                                  | Таллин                                | Екатерина Головатенко                 | Не было других соревнующихся          | Не было других соревнующихся          |
| 1996                                  | Таллин                                | Ольга Васильева                       | Лиина-Грете Лайлендер                 | Не было других соревнующихся          |
| 1997                                  | Таллин                                | Лиина-Грете Лайлендер                 | Екатерина Головатенко                 | Ольга Васильева                       |
| 1998                                  | Таллин                                | Екатерина Головатенко                 | Ольга Васильева                       | Лиина-Грете Лайлендер                 |
| 1999                                  | Таллин                                | Ольга Васильева                       | Екатерина Головатенко                 | Лиина-Грете Лайлендер                 |
| 2000                                  | Таллин                                | Ольга Васильева                       | Екатерина Головатенко                 | Лиина-Грете Лайлендер                 |
| 2001                                  | Таллин                                | Ольга Васильева                       | Екатерина Головатенко                 | Лиина-Грете Лайлендер                 |
| 2002                                  | Таллин                                | Ольга Васильева                       | Лиина-Грете Лайлендер                 | Мария Левитан                         |
| 2003                                  | Таллин                                | Ольга Васильева                       | Лиина-Грете Лайлендер                 | Елена Аболина                         |
| 2004                                  | Таллин                                | Елена Глебова                         | Ольга Васильева                       | Лиина-Грете Лайлендер                 |
| 2005                                  | Таллин                                | Елена Глебова                         | Санна Ремес                           | Елена Мухина                          |
| 2006                                  | Таллин                                | Елена Мухина                          | Елена Глебова                         | Ольга Иконникова                      |
| 2007                                  | Таллин                                | Елена Глебова                         | Светлана Исакова                      | Елена Мухина                          |
| 2008                                  | Тарту                                 | Светлана Исакова                      | Иоханна Аллик                         | Ольга Иконникова                      |
| 2009                                  | Тарту                                 | Елена Глебова                         | Жасмин Александра Коста               | Иоханна Аллик                         |
| 2010                                  | Таллин                                | Елена Глебова                         | Иоханна Аллик                         | Светлана Исакова                      |
| 2011                                  | Нарва                                 | Герли Лийнамяэ                        | Светлана Исакова                      | Елена Глебова                         |
| 2012                                  | Таллин                                | Елена Глебова                         | Герли Лийнамяэ                        | Светлана Исакова                      |
| 2013                                  | Таллин                                | Елена Глебова                         | Светлана Исакова                      | Хелери Хялвин                         |
| 2014                                  | Таллин                                | Хелери Хялвин                         | Герли Лийнамяэ                        | Эйке Лангербаур                       |
| 2015                                  | Таллин                                | Герли Лийнамяэ                        | Хелери Хялвин                         | Диана Рейнсалу                        |
| 2016                                  | Таллин                                | Хелери Хялвин                         | Елизавета Леонова                     | Кристина Шкулета-Громова              |
| 2017                                  | Таллин                                | Хелери Хялвин                         | Герли Лийнамяэ                        | Аннели Вахи                           |
| 2018                                  | Таллин                                | Герли Лийнамяэ                        | Кристина Шкулета-Громова              | Эва-Лотта Кийбус                      |
| 2019                                  | Таллин                                | Герли Лийнамяэ                        | Эва-Лотта Кийбус                      | Кристина Шкулета-Громова              |
| 2020                                  | Таллин                                | Эва-Лотта Кийбус                      | Нина Петрыкина                        | Амалия Зеленяк                        |
| 2021                                  | Таллин                                | Эва-Лотта Кийбус                      | Герли Лийнамяэ                        | Кристина Шкулета-Громова              |
| 2022                                  | Таллин                                | Нина Петрыкина                        | Эва-Лотта Кийбус                      | Натали Лангербаур                     |
| 2023                                  | Таллин                                | Нина Петрыкина                        | Натали Лангербаур                     | Герли Лийнамяэ                        |
| 2024                                  | Таллин                                | Элина Гойдина                         | Натали Лангербаур                     | Кристина Лисовская                    |
| 2025                                  | Таллин                                | Нина Петрыкина                        | Элина Гойдина                         | Мария Элиисе Кальювере                |

### Пары
| Медалисты в парном катании | Медалисты в парном катании                | Медалисты в парном катании                | Медалисты в парном катании                | Медалисты в парном катании                |                       |
| -------------------------- | ----------------------------------------- | ----------------------------------------- | ----------------------------------------- | ----------------------------------------- | --------------------- |
| Год                        | Место проведения                          | Золото                                    | Серебро                                   | Бронза                                    |                       |
| 1991-1995                  |                                           |                                           | Не было соревнующихся                     | Не было соревнующихся                     | Не было соревнующихся |
| 1996                       | Таллин                                    | Екатерина Некрасова / Валдис Минталс      | Не было других соревнующихся              | Не было других соревнующихся              |                       |
| 1997                       | Таллин                                    | Екатерина Некрасова / Валдис Минталс      | Не было других соревнующихся              | Не было других соревнующихся              |                       |
| 1998                       | Таллин                                    | Екатерина Некрасова / Валдис Минталс      | Не было других соревнующихся              | Не было других соревнующихся              |                       |
| 1999                       | Таллин                                    | Виктория Шкловер / Валдис Минталс         | Не было других соревнующихся              | Не было других соревнующихся              |                       |
| 2000                       | Таллин                                    | Виктория Шкловер / Валдис Минталс         | Не было других соревнующихся              | Не было других соревнующихся              |                       |
| 2001                       | Таллин                                    | Виктория Шкловер / Валдис Минталс         | Не было других соревнующихся              | Не было других соревнующихся              |                       |
| 2002                       | Таллин                                    | Виктория Шкловер / Валдис Минталс         | Диана Ренник / Алексей Сакс               | Не было других соревнующихся              |                       |
| 2003                       | Таллин                                    | Диана Ренник / Алексей Сакс               | Не было других соревнующихся              | Не было других соревнующихся              |                       |
| 2004                       | Таллин                                    | Диана Ренник / Алексей Сакс               | Не было других соревнующихся              | Не было других соревнующихся              |                       |
| 2005                       | Таллин                                    | Диана Ренник / Алексей Сакс               | Мария Сергеева / Илья Глебов              | Не было других соревнующихся              |                       |
| 2006                       | Таллин                                    | Диана Ренник / Алексей Сакс               | Не было других соревнующихся              | Не было других соревнующихся              |                       |
| 2007                       | Таллин                                    | Мария Сергеева / Илья Глебов              | Диана Ренник / Алексей Сакс               | Не было других соревнующихся              |                       |
| 2008                       | Тарту                                     | Мария Сергеева / Илья Глебов              | Не было других соревнующихся              | Не было других соревнующихся              |                       |
| 2009                       | Тарту                                     | Мария Сергеева / Илья Глебов              | Не было других соревнующихся              | Не было других соревнующихся              |                       |
| 2010                       | Таллин                                    | Наталья Забияко / Сергей Муххин           | Не было других соревнующихся              | Не было других соревнующихся              |                       |
| 2011                       | Нарва                                     | Наталья Забияко / Сергей Кульбач          | Не было других соревнующихся              | Не было других соревнующихся              |                       |
| 2012—2025                  | турнир среди спортивных пар не проводился | турнир среди спортивных пар не проводился | турнир среди спортивных пар не проводился | турнир среди спортивных пар не проводился |                       |

### Танцы
| Медалисты в танцах на льду | Медалисты в танцах на льду | Медалисты в танцах на льду              | Медалисты в танцах на льду             | Медалисты в танцах на льду       |
| -------------------------- | -------------------------- | --------------------------------------- | -------------------------------------- | -------------------------------- |
| Год                        | Место проведения           | Золото                                  | Серебро                                | Бронза                           |
| 1991-1992                  | Не было соревнующихся      | Не было соревнующихся                   | Не было соревнующихся                  | Не было соревнующихся            |
| 1993                       | Таллин                     | Анна Мосенкова / Дмитрий Куракин        | Не было других соревнующихся           | Не было других соревнующихся     |
| 1994                       | Таллин                     | Анна Мосенкова / Дмитрий Куракин        | Не было других соревнующихся           | Не было других соревнующихся     |
| 1995                       | Таллин                     | Анна Мосенкова / Дмитрий Куракин        | Не было других соревнующихся           | Не было других соревнующихся     |
| 1996                       | Таллин                     | Анна Мосенкова / Дмитрий Куракин        | Не было других соревнующихся           | Не было других соревнующихся     |
| 1997                       | Таллин                     | Кристина Колесник / Александр Терентьев | Анна Мосенкова / Дмитрий Куракин       | Не было других соревнующихся     |
| 1998                       | Таллин                     | Кристина Колесник / Александр Терентьев | Марина Тимофеева / Евгений Стриганов   | Не было других соревнующихся     |
| 1999                       | Таллин                     | Кристина Колесник / Александр Терентьев | Анна Мосенкова / Дмитрий Куракин       | Не было других соревнующихся     |
| 2000                       | Таллин                     | Мария Тимофеева / Евгений Стриженов     | Не было соревнующихся                  | Не было соревнующихся            |
| 2001                       | Таллин                     | Анна Мосенкова / Сергей Сычёв           | Мария Тимофеева / Евгений Стриженов    | Юлия Аболина / Александр Стрикин |
| 2002                       | Таллин                     | Анна Мосенкова / Сергей Сычёв           | Мария Тимофеева / Евгений Стриганов    | Юлия Аболина / Александр Стрикин |
| 2003                       | Таллин                     | Мария Тимофеева / Евгений Стриганов     | Грете Грюнберг / Кристиан Ранд         | Юлия Аболина / Александр Стрикин |
| 2004                       | Таллин                     | Мария Тимофеева / Евгений Стриганов     | Грете Грюнберг / Кристиан Ранд         | Юлия Аболина / Александр Стрикин |
| 2005                       | Таллин                     | Грете Грюнберг / Кристиан Ранд          | Кристина Киудмаа / Константин Евгеньев | Ирина Шторк / Таави Ранд         |
| 2006                       | Таллин                     | Александра Баурина / Илья Корешев       | Не было других соревнующихся           | Не было других соревнующихся     |
| 2007                       | Таллин                     | Грете Грюнберг / Кристиан Ранд          | Не было других соревнующихся           | Не было других соревнующихся     |
| 2008                       | Тарту                      | Не было соревнующихся                   | Не было соревнующихся                  | Не было соревнующихся            |
| 2009                       | Тарту                      | Кристина Киудмаа / Алексей Трохлев      | Не было других соревнующихся           | Не было других соревнующихся     |
| 2010                       | Таллин                     | Ирина Шторк / Таави Ранд                | Не было других соревнующихся           | Не было других соревнующихся     |
| 2011                       | Нарва                      | Ирина Шторк / Таави Ранд                | Не было других соревнующихся           | Не было других соревнующихся     |
| 2012                       | Таллин                     | Ирина Шторк / Таави Ранд                | Ханна Мария Таммо / Гиедо Капп         | Не было других соревнующихся     |
| 2013                       | Таллин                     | Ирина Шторк / Таави Ранд                | Не было других соревнующихся           | Не было других соревнующихся     |
| 2014                       | Таллин                     | Не было соревнующихся                   | Не было соревнующихся                  | Не было соревнующихся            |
| 2015                       | Таллин                     | Ирина Шторк / Таави Ранд                | Не было других соревнующихся           | Не было других соревнующихся     |
| 2016                       | Таллин                     | Марина Элиас / Денис Корелинэ           | Не было других соревнующихся           | Не было других соревнующихся     |
| 2017                       | Таллин                     | Катерина Бунина / Герман Фролов         | Марина Элиас / Гиедо Капп              | Не было других соревнующихся     |
| 2018                       | Таллин                     | Виктория Семенюк / Артур Груздев        | Катерина Бунина / Герман Фролов        | Не было других соревнующихся     |
| 2019                       | Таллин                     | Катерина Бунина / Герман Фролов         | Не было других соревнующихся           | Не было других соревнующихся     |
| 2020—2022                  | Не было соревнующихся      | Не было соревнующихся                   | Не было соревнующихся                  | Не было соревнующихся            |